# Fallacia a dicto secundum quid ad dictum simpliciter
Fallacia a dicto secundum quid ad dictum simpliciter (łac.) – błąd logiczny, który polega na generalizacji na podstawie małej ilości przypadków. Fallacia dictio simpliciter stanowi niemerytoryczny sposób argumentacji. Popełnianie tego błędu potocznie określa się mianem „wrzucania wszystkich do jednego worka”.

## Przykłady
- Po przeczytaniu artykułu o napadzie z użyciem broni palnej ktoś stwierdza, że każdy posiadacz tego typu broni jest potencjalnym przestępcą.
- Po przeczytaniu artykułu o malwersacjach w pewnym urzędzie skarbowym ktoś stwierdza, że każdy urzędnik jest złodziejem.
- Po dowiedzeniu się o przypadku agresji psa stwierdzamy, że każdy pies jest niebezpieczny.
- Kiedy psuje nam się komputer, uznajemy, że nie warto kupować komputerów, bo są bezużyteczne.